# 华博雅
华博雅（1963年—），汉族，中华人民共和国政治人物、第十一届全国政协委员。
加入中国民主建国会，担任民建江苏省委副主委、无锡市委主委，江苏无锡市副市长。2008年，当选第十一届全国政协委员，代表中国民主建国会，分入第七组。